# Ectodomain-Shedding
Unter dem Vorgang des Ectodomain-Sheddings, das auch mit Abspaltung der Ektodomäne umschrieben wird, versteht man die proteolytische Abtrennung der extrazellulären Domänen (Ektodomänen) vieler Membranproteine. 

## Beschreibung

Schematische Darstellung des Ectodomain-Sheddings mit einer ADAM-Metalloproteasen.

Beim Ectodomain-Shedding werden eine Reihe von Membranproteinen, wie beispielsweise Wachstumsfaktoren, Zytokine, Rezeptoren oder Zelladhäsionsmoleküle (CAMs), durch bestimmte Metalloproteasen – diese Enzyme werden auch Sheddasen genannt – gespalten. Zu diesen Sheddasen gehören unter anderem die ADAMs (A Disintegrin And Metalloprotease) ADAM9, ADAM10 und ADAM17 aus der Metazincin-Familie. 
Die Abspaltung der Membranproteine hat erhebliche Veränderungen an der Oberfläche der Zellen zur Folge, die beispielsweise auf die Kommunikation der Zelle oder aber auch auf therapeutische Maßnahmen großen Einfluss haben kann. Zudem entstehen beim Ectodomain-Shedding im extrazellulären Raum freie gelöste Regulatorproteine.
Das Ectodomain-Shedding ist in einer Reihe von pathophysiologischen Vorgängen wie Entzündungen, Zelldegeneration, der Apoptose und bei der Entstehung von Krebs (Onkogenese) involviert.

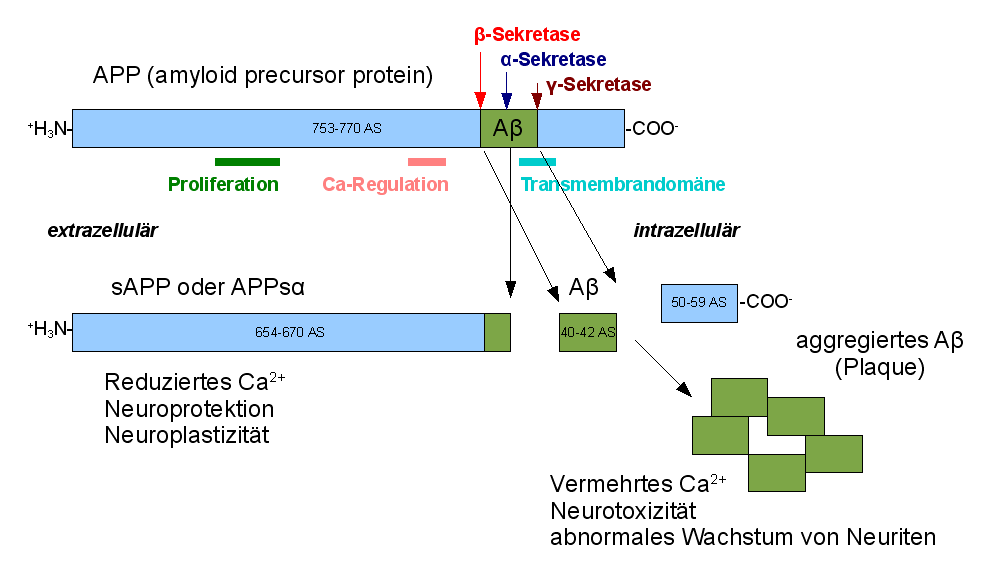
Schematische Darstellung der Spaltung des APP durch α-, β- und γ-Sekretasen

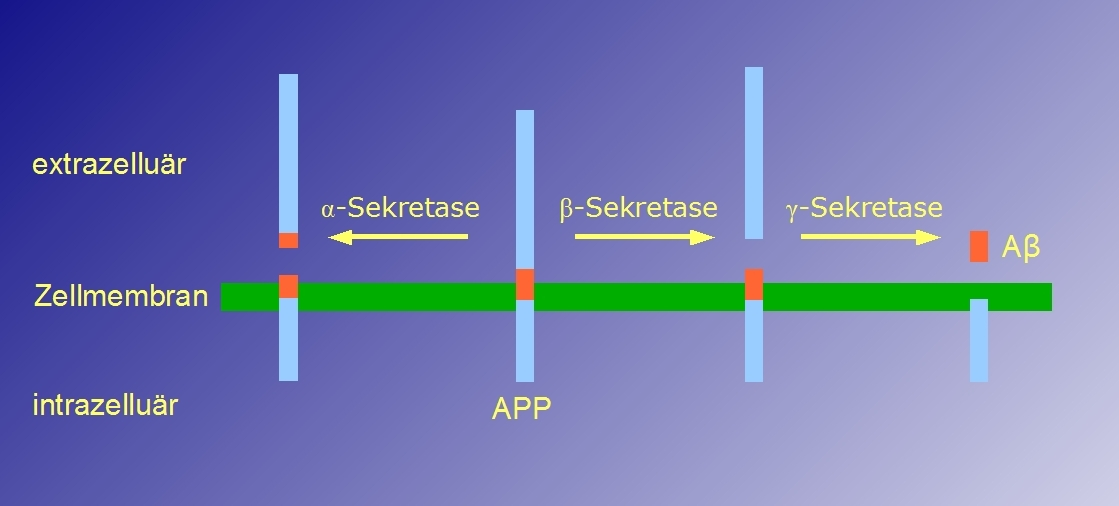
Schema der konkurrierenden Prozesse zwischen α- und β-Sekretase(n)

Auch im Fall der Alzheimer-Krankheit spielt das Ectodomain-Shedding eine wichtige Rolle. So schneiden die α-Sekretasen, beispielsweise ADAM 9, ADAM 10 und ADAM 17, das integrale Membranprotein APP (Amyloid-Precursor-Protein) an der „richtigen“ Stelle (nahe der Zellmembran), während die β-Sekretase (BACE1) das APP an der „falschen“ Stelle (weiter im extrazellulären Raum) schneidet. Die γ-Sekretase schneidet dann – unabhängig davon, ob zuvor die α- oder β-Sekretase das APP geschnitten hat – den APP-Rest innerhalb der Zellmembran. Der im Fall des ersten Schnittes entstehende größere Abschnitt (38, 40 oder 42 Aminosäuren), Aβ genannt, führt zu den Amyloidplaques, während das im Fall der α-Sekretase entstehende Fragment, P3 genannt, keine Plaques bildet.
Das Antigen-Shedding ist eine spezielle Form des Ectodomain-Sheddings.